# 古德爾氏徵象
古德爾氏徵象是一種懷孕的醫學徵象，是指懷孕四至六週時子宮頸的軟化，其原因是因為子宮成長時，子宮頸和陰道的血管充血所造成。
古德爾氏徵象得名自十九世紀美國的婦產科醫師威廉·古德爾。